# Carol al IV-lea al Sfântului Imperiu Roman
Carol al IV-lea, din dinastia de Luxemburg,  (n. 14 mai 1316, Praga, Regatul Boemiei – d. 29 noiembrie 1378, Praga, Regatul Boemiei), a fost Rege al Romanilor (Rex Romanorum) din 1346, rege al Boemiei din 1347 și împărat al Sfântului Imperiu Roman din 1355. Este considerat a fi una din cele mai importante figuri ale Evului Mediu târziu.
În anul 1348 a întemeiat Universitatea din Praga, prima universitate din Europa Centrală și prima universitate în limba germană din lume. Universitatea se numește și astăzi „Universitatea Carolină”.

## Primii ani
Carol s-a născut la Praga la 14 mai 1316 ca fiu al lui Ioan al Boemiei și al Elisabetei de Boemia. A fost botezat  Venceslau (Václav) după tatăl mamei sale. La 4 aprilie 1323 a sosit la Paris, la curtea unchiului său Carol al IV-lea al Franței unde a stat timp de șapte ani. Grație a unei dispense acordate de papa Ioan al XXII-lea, la puțin timp după sosirea în Franța, la 15 mai 1323 s-a căsătorit cu Blanche de Valois, nepoata regelui Filip al III-lea al Franței. La primirea mirului a luat numele de Carol.
Carol a primit o educație franceză; vorbea fluent cinci limbi: latina, ceha germana, franceza și italiana. În 1330 el a părăsit Franța împreună cu soția sa și cu titlul de conte de Luxemburg. În 1331 a acumulat o anumită experiență de război, în Italia cu tatăl său. Din 1333 el a administrat pământurile coroanei Boemia în timpul absențelor frecvente ale tatălui său și mai târziu din cauza deteriorării vederii tatălui său. În 1334 Carol a fost numit margraf de Moravia, titlul tradițional pentru moștenitorul la tron. Doi ani mai târziu a luat sub control guvernarea Tirolului, în numele fratelui său Ioan Henric.

## Ascensiunea la putere

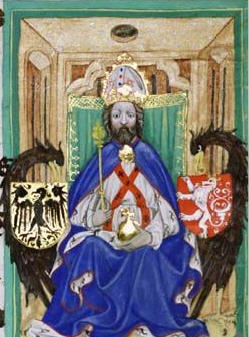
Carol al IV-lea

Ca urmare a unei alianțe între tatăl său și pe papa Clement al VI-lea, dușmanul neobosit al împăratului Ludovic al IV-lea, Carol a fost ales la Rhens, la 11 iulie 1346, de unii dintre principii electori, rege roman (rex romanorum) în opoziție cu Ludovic; a fost încoronat la Bonn la 26 noiembrie 1346. Așa cum a promis anterior să fie subordonat lui Clement, el a făcut concesii extinse papei în 1347. De asemenea, el a promis să anuleze actele lui Ludovic împotriva papei, să nu se amestece în treburile italiene și să apere și să protejeze biserica.
Inițial Carol a avut o poziție foarte slabă în Germania; unii se refereau la el ca "regele preotului" (Pfaffenkönig). Mulți episcopi și aproape toate orașele imperiale au rămas fideli bavarezului Ludovic. În Războiul de o Sută de Ani Carol și-a pierdut tatăl și mulți din cei mai buni cavaleri ai lui în Bătălia de la Crécy din august 1346, Carol însuși fiind rănit în bătălie.
Totuși, războiul civil din Germania a fost împiedicat când Ludovic al IV-lea a murit la 11 octombrie 1347, după ce a suferit un accident vascular cerebral în timpul unei vânători de urși. La 2 septembrie 1347 Carol a fost încoronat rege al Boemiei sub numele de Carol I.
În ianuarie 1349 partizanii Casei de Wittelsbach au încercat să obțină alegerea lui Günther von Schwarzburg ca rege, însă el avea puțini susținători și a murit neobservat după câteva luni. Ulterior, Carol nu s-a mai confruntat cu nici o amenințare directă pentru pretenția sa asupra tronului imperial. La 17 iulie 1349 a fost ales fără opoziție regele Germaniei și a fost încoronat la Aachen la 25 iulie în același an.

### Domnia
Inițial Carol a încercat să-și consolideze puterea. Praga a devenit capitala lui și a reconstruit orașul după modelul orașului Paris, fondând Orașul Nou  din Praga (Nové Město). Domnia sa a fost caracterizată de o transformare profundă a imperiului și este considerată perioada de aur a Boemiei.  În 1348 a fondat Universitatea din Praga, numită după el, prima universitate din Europa Centrală. Acest lucru a servit ca un teren de formare pentru birocrați și avocați. Curând Praga a apărut ca centru intelectual și cultural al Europei Centrale. Boemia au rămas neatinsă de ciumă. A organizat statele imperiului sub forma unor confederații pacifiste, în care orașele imperiale aveau un rol important. A reușit să obțină dominația imperială asupra frontierelor estice printr-o succesiune de tratate cu Habsburgii, prin cumpărarea Brandenburgului și prin asigurarea vasalității statelor cruciate din Prusia și Livonia.
În timpul domniei sale a fost adoptată Bula de Aur, textul constituțional fundamental al Sfântului Imperiu Roman.
Prin căsătoria cu Ana de Bavaria, fiica lui Rudolf al II-lea de Bavaria, conte palatin de Rin, a făcut alianță cu habsburgii. În 1350, regele a fost vizitat la Praga de tribunul roman Cola di Rienzo care l-a îndemnat să meargă în Italia unde poetul Francesco Petrarca și cetățenii Florenței implorau prezența sa acolo. Surd la rugăminți, Carol l-a ținut prizonier pe Cola timp de un an iar apoi l-a dat ca prizonier Papei Clement la Avignon.
În afară de Praga, Carol a încercat să-și extindă posesiunile coroanei Boemiei, folosind autoritatea sa imperială pentru a obține feude în Silezia, Oberpfalz și Franconia.
Carol al IV-lea a suferit de gută, o boală dureroasă obișnuită în acele vremuri.